# Veliki komet iz 1744.
Veliki komet iz 1744., čija je službena oznaka C/1743 X1, a poznat je i kao Comet de Chéseaux ili Comet Klinkenberg-Chéseaux, bio je spektakularni komet koji je promatran tijekom 1743. i 1744. godine. Neovisno ga je otkrio Jan de Munck krajem studenog 1743, u drugom tjednu prosinca Dirk Klinkenberg, a četiri dana kasnije Jean-Philippe de Chéseaux. Postao je vidljiv golim okom nekoliko mjeseci 1744. godine i pokazao dramatične i neobične efekte na nebu. Njegova apsolutna veličina - ili unutarnja svjetlina - od 0,5 bila je šesta po veličini u zabilježenoj povijesti . Njegova prividna magnituda možda je dosegla čak -7, što ga dovodi do svrstavanja među " velike komete ". Ovaj je komet posebno zapažen zbog razvijanja „lepeze“ od šest repova nakon što je dostigao svoj perihel. 

## Otkriće
Komet je otkriven 29. studenog 1743., od Jana de Muncka u Middelburgu, a je neovisno zapažen 9. prosinca 1743. od Klinkenberga u Haarlemu, te Chéseauxa na opservatoriju Lausanne 13. prosinca. Chéseaux je rekao da mu nedostaje rep i da podsjeća na nejasnu zvijezdu treće veličine.
Komet je neprestano svjetlucao kad se približavao perihelu. Do 18. veljače 1744. godine, navodno je bio sjajan poput planeta Venere (s prividnom magnitudom od -4,6) i u to je vrijeme imao dvostruki rep. 

## Perihel i "šest repova"
Komet je dosegao perihel oko 1. ožujka 1744. godine, kada je bio 0,2 astronomske jedinice od Sunca.  Otprilike u ovo doba bilo je dovoljno vedro da se može promatrati dnevnom svjetlu golim okom. Kako se udaljavao od perihela, razvio se spektakularni rep - koji se protezao znatno iznad horizonta, dok je glava kometa ostala nevidljiva zbog jutarnjeg sumraka. Početkom ožujka 1744. Chéseaux i nekoliko drugih promatrača izvijestili su o krajnje neobičnoj pojavi - „lepeza“ pd šest odvojenih repova uzdigla se iznad obzora.  
Struktura repa bila je zagonetka astronomima dugi niz godina. Iako su i drugi kometi prikazivali više repova, komet iz 1744. bio je jedinstven sa svojih šest. Pretpostavlja se da je „lepeza“ repova generirana iz tri aktivna izvora na jezgri kometa, koji su bili izloženi sunčevom zračenju dok se jezgra rotirala. Također je predloženo da je repni fenomen vrlo istaknuti primjer " prašine strije " viđene u repovima nekih kometa, poput kometa West i C/2006 P1 (McNaught). 

## Ostala zapažanja
Chéseaux, 9. ožujka, bio je posljednji poznati promatrač na sjevernoj hemisferi koji je vidio komet, ali ostao je vidljiv promatračima na južnoj hemisferi, od kojih su neki izvijestili o dužini repa od približno 90 stupnjeva 18. ožujka. Komet nije viđen nakon 22. travnja 1744. godine. 
Komet je također primijećen u japanskim astronomskim zapisima Nihon Odai Ichiran iz Kanpō ere. U kineskim astronomskim zapisima istraživači su otkrili da neka kineska promatranja opisuju zvučne zvukove povezane s kometom, koji su, ako su istiniti, posljedica interakcije čestica s magnetosferom Zemlje, kako se to ponekad opisuje za auroru.
Među onima koji su vidjeli komet bio je i trinaestogodišnji Charles Messier, na koga je imao dubok i nadahnjujući učinak. Messier je kasnije postao značajnom osobom u astronomiji, a kasnije je tijekom svojih promatranja otkrio mnoge komete. 
Katarina Velika, tada Sofija, također je promatrala sjajan komet kao mlada djevojka dok je putovala u Rusiju na vjenčanje.